# Pietro Maestri
Pietro Maestri (Milano, 23 febbraio 1816 – Firenze, 4 luglio 1871) è stato un medico, statistico e patriota italiano.

## Biografia
Nacque nel 1816 da Antonio Maestri e Rachele Magistretti o Magistrati Tra il 1801 e il 1848 il padre, ufficiale della contabilità di Stato, si occupò delle statistiche relative allo stato civile e all'amministrazione finanziaria.
Nel settembre 1846 partecipò all'VIII Riunione degli scienziati italiani che si tenne a Genova.

### Il Risorgimento
Fu valoroso combattente nelle Cinque giornate e imprigionato nel Castello sforzesco.
Nel gennaio 1849 si candidò alle elezioni per la II legislatura del Regno di Sardegna nel collegio elettorale di Borgomanero contro l'abate Antonio Rosmini; ottenne la maggioranza dei voti, ma la sua elezione fu annullata il 3 febbraio perché avrebbe dovuto svolgersi un ballottaggio, dato che i votanti erano stati meno di un terzo degli aventi diritto (198 su 607).
Nel mese di agosto fu incluso tra i sudditi milanesi che non potevano rientrare in patria «per la loro ingiustificabile perseveranza nelle mene rivoluzionarie e per le sovvertitrici loro tendenze».

### La direzione dell'ufficio di statistica
Si trasferì, dopo le cinque giornate, in Francia per alcuni anni e lì collaborò al «Journal des Économistes».
Dopo il risorgimento venne chiamato in Italia per dirigere la Giunta centrale di statistica, presso il Ministero dell'Agricoltura, Industria e Commercio del Regno d'Italia.
Nel 1863 Pietro Maestri, assieme a Cesare Correnti, fondò l'annuario statistico italiano che divideva l'Italia in Compartimenti statistici, secondo uno schema definito da Maestri per il primo censimento del 1861. Nel 1912 i Compartimenti presero il nome di Regioni.

### La morte
Pietro Maestri morì a Firenze il 4 luglio 1871 «dopo breve malattia». Il funerale si svolse il giorno successivo con la partecipazione al corteo funebre del sindaco Ubaldino Peruzzi, di parte della Giunta e del Consiglio comunale, di alcuni deputati e del ministro delle finanze Sella; fu sepolto nel cimitero di San Miniato a Firenze.

## Commemorazioni
Il 3 dicembre 1873 nel Cimitero monumentale di Milano fu inaugurato un monumento a lui dedicato con una commemorazione di Tullo Massarani. Il monumento, opera di Angelo Colla, presentava al centro un tondo con il ritratto di Maestri realizzato dallo scultore Enrico Braga.
(Iscrizione sul monumento)
Vie dedicate a Pietro Maestri sono presenti a Firenze, a Milano e a Roma.

## Opere principali
- Il re traditore, s.l., 1848, SBN IEI0131478.
- P. Maestri e F. Restelli, Gli ultimi tristissimi fatti di Milano narrati dal Comitato di pubblica difesa, 1848, SBN LO10306166.
- P. Maestri, Origine dell'insurrezione lombarda del 1848, in L. Ambrosoli (a cura di), La insurrezione milanese del marzo 1848, Milano-Napoli, 1969, SBN SBL0371111.
- Annuario economico-statistico dell'Italia per l'anno 1853 (PDF), Torino, 1853, SBN TO00176385.
- C. Correnti e P. Maestri (a cura di), Annuario statistico italiano (PDF), I, Torino, 1858, SBN TO00176492.
- La Francia contemporanea, Milano, 1863, SBN LO10340750.
- C. Correnti e P. Maestri (a cura di), Annuario statistico italiano (PDF), II, Milano, 1864, SBN TO00176492.

## Onorificenze

### Onorificenze civili
- Socio corrispondente dell'Istituto Lombardo Accademia di Scienze e Lettere dal 4 aprile 1861.[25]